# Petras Giniotas
Petras Giniotas (*  2. Dezember 1952 in Medikiai, Rajongemeinde Klaipėda) ist ein litauischer Politiker.

## Leben
1971 absolvierte er die Mittelschule Gargždai und bis 1973 leistete den Sowjetarmeedienst. Von 1974 bis 1976 arbeitete er im Schiffswesen-Unternehmen Klaipėda. Von  1976 bis 1990 war er Chauffeur beim Amt der Mechanisation in Klaipėda. Von 1989 bis 1991 war er Leiter des Arbeiterverbands (Klaipėdos miesto darbininkų sąjunga). Er war Mitglied von Sąjūdis. Von 1990 bis 1996 war er Mitglied im Seimas.
Ab 1996 studierte er an der Fakultät für Umweltingenieurwesen der Vilniaus Gedimino technikos universitetas und ab 1997 war er Mitglied im Stadtrat Klaipėda. Ab 1999 arbeitete er im Unternehmen AB "Klaipėdos jūrų krovinių kompanija".